# 국립강릉원주대학교
국립강릉원주대학교(國立江陵原州大學校, Gangneung-Wonju National University)는 대한민국 강원특별자치도 강릉시와 원주시에 소재한 대한민국의 국립 종합대학이다.
각각 1946년, 1967년 개교한 강릉사범학교와 원주간호고등기술학교를 모태를 두고 있는 강릉대학교와 원주대학이 2007년 3월에 통합하여, 2009년 3월 강릉원주대학교로 교명을 변경하여 현재에 이른다. 영문 약칭은 GWNU이며, 국문 약칭으로는 강릉원주대(江陵原州大)와 강릉대(江陵大), 원주대(原州大) 등이 쓰인다. 
1946년 설립 당시 초등 교원을 양성하는 사범학교였지만, 1991년 종합대학 승격 이후 규모가 커져 9개 단과대학, 49개 학과(부), 일반대학원과 3개의 특수대학원으로 구성되어 있다. 
제163 학생군사교육단이 설치되어 있으며, 강원권 유일의 치과대학 병원인 국립강릉원주대학교치과병원이 강릉시에, 국립강릉원주대학교부설유치원이 원주시에 각각 위치하고 있다. 교육역량개발원, 평생교육원 등 35개의 부속시설과 인문학연구소와 동해안생명과학연구소 등 27개의 연구소를 갖추고 있다.

## 역사
해당 문단에서의 연대기 구분은 대학 홍보관의 구분을 따랐다.

교육이념은 대학의 건학이념, 그리고 그 이념을 지키고 발전해 나가기 위한 우리의 마음가짐이다.

自由 / Freedom
개인의 자율성과 학문의 자유를 지닌 지성인
眞理 / Truth
진리탐구의 정신과 정의의 감각을 지닌 지성인
創造 / Creativity
미래사회를 대비하는 창조적 지성인 

국립강릉원주대학교는 2007년 강릉대학교와 원주대학이 통합한 대학이다. 강릉대학교는 1946년, 미 군정기, 재조선미육군사령부군정청에 의해 공립으로 설치되어 국립으로 이관된 강릉사범학교를 모태로 하여, 강릉교육대학으로 다시 개교한 이후 초급대학을 거쳐 강릉대학으로 개편되며 발전하였다. 원주대학은 1967년 공립으로 설립된 원주간호고등기술학교가 모태이며, 전문학교를 거쳐 1979년 원주간호전문대학으로 개편되어 발전을 시작했고, 1982년 국립으로 이관되며 원주전문대학으로, 1999년에 원주대학으로 교명을 변경한다.

### 1946년~1978년
강릉사범학교 개교부터, 강릉교육대학으로 개편되어 운영되기까지를 태동기라고 한다. 광복 후 일본인 교원들이 귀국함과 동시에 초등학교 취학생이 기하급수적으로 증가함에 따라 미군정의 문교당국은 일제강점기에 설치된 사범학교 10개교를 개편하기로 결정한다. 3개 학교는 중등교원 양성을, 7개 학교는 기존처럼 초등교원 양성 방침을 확정했고, 강릉, 개성, 부산, 충주 등에 사범학교를 공립으로 설치하도록 했다. 이에 따라 1946년 7월 공립 강릉사범학교(江陵師範學校)가 병설중학교와 함께 지금의 명주동의 명주초등학교와 중앙초등학교 현 교사에 설립되었고, 같은 해 11월 11일 개교하였다. 강릉사범학교는 폐교되기 전까지 15회에 걸쳐 초등교원 2,047명을 배출했다. 1950년 4월 1일 공립에서 국립으로 이관되면서 당시 강원 영동지역의 유일한 국립학교가 되었다. 그러나 1950년 6월 발발한 한국전쟁에 따라 학교는 임시 휴교에 들어갔고, 부산에 피난 특설학교를 설치하여 학사를 유지했다. 부산에 설치한 특설학교는 전쟁중 계속 이어졌고, 이윽고, 1957년 7월 9일 전쟁으로 훼손된 구 교사 대신 현 강릉해람중학교 자리의 신축 교사로 이전하였다. 1957년 4월 8일에 부속국민학교가, 1961년 4월 5일, 병설고등학교 등을 설치하며 성장하는 듯 했으나, 초등교원양성제도 개편에 따라 1962년 1개도에 1개의 2년제 교육대학이 설치되는 것으로 결정되며 상황이 바뀐다. 강원도에서는 1939년 설치된 춘천사범학교가 춘천교육대학으로 개편되는 것으로 결정되고, 강릉사범학교는 1962학년도부터 신입생 모집을 중단한 뒤 1963년 2월 28일 폐교되었다.
그러나 1966년, 강릉지역에서 강릉교육대학 유치추진위원회가 결성되었다. 유치추진위는, 영동지방에도 교육대학 설립의 필요성과 타당성을 끈질기게 대한민국 문교부에 지속적으로 건의하였고, 마침내 1968년 8월 5일, 대한민국 대통령령 제3535호에 따라 강릉교육대학(江陵敎育大學)으로 다시 개교한다.
한편, 1년 후인 1967년 3월, 원주간호고등기술학교(原州看護高等技術學校)가 공립으로 설립이 인가되어 개교하였다. 개교 5년 후인 1972년 12월, 원주간호전문학교(原州看護專門學校)로 개편되었다.

### 1979년~1990년
강릉초급대학 시절부터, 강릉대학시기를 성장기라고 한다. 영동지역의 초등교원 양성 기관이었던 강릉교육대학이 1978년경 폐교되고, 전문대학의 일종인 강릉초급대학(江陵初級大學)으로 개편되었다. 초급대학과 전문학교 등이 전문대학 학제로 통합·개편이 결정된 1979년, 강릉초급대학은 전문대학이 아닌, 같은 해 1월 18일에 학제가 4년으로 개편된 단과대학인 강릉대학(江陵大學)으로 개편되었다. 1980년대 수립된 강릉대학 종합발전계획에 따라, 강릉시 초당동에 있던 캠퍼스를 현재의 교사가 위치한 지변동으로 이전하였고, 1982년에 학교 호수인 해람지를 준공했다. 1983년부터 1990년경까지 캠퍼스 조성에 힘썼으며, 1987년 대학원 설립, 1990년 학내 민주화에 따른 학장 직선제 실시 등 점차 단과대학을 넘어 종합대학으로의 변화를 준비했다.
1979년 1월, 전문학교 체계였던 원주간호전문학교가 전문대학 체계로 개편되어 원주간호전문대학(原州看護專門大學)으로 교명을 변경한다. 이때까지 간호학 특성화 교육기관이었지만, 1981년 10월 16일 유아교육과를 신설하고 1982년, 원주전문대학(原州專門大學)으로 교명을 변경하고, 국립으로 이관되며 본격적인 발전에 들어간다. 다음해, 원주시 원인동 일원에서 지금의 교사가 위치한 원성군 흥업면으로 옮기며 교사를 확장시킨다.

### 1991년~1999년
강릉대학교로 개편되어, 세기말인 1999년 까지를 발전기라고 한다. 1991년 3월 1일 종합대학인 강릉대학교(江陵大學校, Kangnung National University)로 개편되었다. 이에 따라 인문대학, 사회과학대학, 이공대학, 예·체능대학(현 예술체육대학)을 설치하고 특수대학원인 경영정책과학대학원을 개원했다. 1992년 제163 학군단 창설하였다. 이어 이공대학을 자연과학대학과 산업대학으로 분리하였다. 한편, 1994년 대한민국에서 11번째로, 마지막 치과대학이 강원권에서 유일하게 설치되었다. 1997년  국립강릉원주대학교치과병원이 개원하여 강원권 유일의 대학치과병원이 되어 진료 업무를 시작했다. 1991년부터 1999년까지 캠퍼스 건물을 준공하는데 집중하였으며, 양적으로 크게 성장하여 강원 영동권 최대 규모 대학의 면모를 갖추게된다. 1996년 산업대학을 다시 현재의 생명과학대학과 공과대학으로 분리하여 현재의 강릉캠퍼스 단과대학 편제가 완편되었다.
이 때 학내 민주화와 민주주의 발전을 위한 학생운동이 비교적 활발하게 발발하기 시작했다. 조직 폭력배의 학생사회 개입으로 총학생회 후보 등록 방해 사건이 발생하자, 이를 규탄하는 움직임이 일었고, 1991년 명지대학교에 재학 중인 강경대의 구타치사 사건에 항의하기 위하여 관동대학교, 영동전문대학 학생과 연합하여 가두시위를 벌인 바 있다.
한편, 원주전문대학은 주변 공단 등에 전문인력을 제공해야 한다는 지역의 기대에 따라 공학 관련 전문학사 학위 과정을 편제해 나가며 1999년 3월 1일, 원주대학(原州大學, Wonju National College)으로 교명을 변경했다.

### 2000년~현재

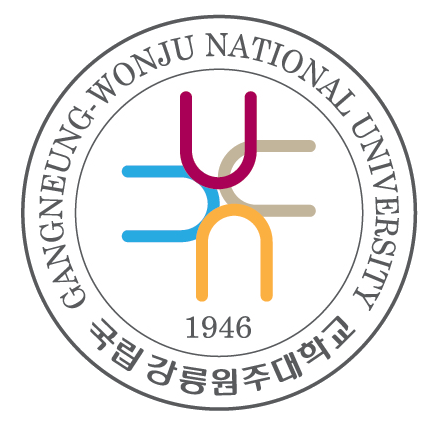
통합 이후, 2010년 10월부터 사용중인 새로운 UI

새천년인 2000년부터, 원주대학과 통합한  국립강릉원주대학교 출범 이후, 현재까지를 도약기라고 한다. 2000년부터 2010년까지 한국어학당, 교육지원센터, 창업보육센터 등 다양한 시설들이 준공되었으며, 국내 대학들은 물론 해외 대학들과의 학술교류 협정 체결이 이루어졌다.
2000년대, 대한민국 교육인적자원부 등의 국립대학 구조개혁 정책에 따라, 1967년 설립된 원주시 소재 국립 전문대학인 원주대학과 통합을 추진하게 된다. 2005년 10월 5일에 통합 기본 합의서에 각 총·학장이 서명했고, 2006년 심사를 거쳐, 2007년 통합이 확정되었다. 통합에 따라, 원주대학이 임시적으로 강릉대학교 원주캠퍼스로 명명되며 교육편제가 강릉대학교 문화산업대학(江陵大學校 文化産業大學)으로 변모하며 학사 학위 수여 기관으로 승격되었다. 통합강릉대학교는 통합 당시 합의안에 따라 교명제정추진위원회를 설치하고 교명을 변경하기 위한 논의를 시작했다. 이런 과정 속에서 강릉시와 원주시 시민단체 등 많은 주체들의 알력 싸움으로 인해 상당한 진통이 있었다. 이후 2009년 3월 1일, 강릉원주대학교(江陵原州大學校, Gangneung-Wonju National University)로 개교하고, 각각 강릉캠퍼스와 원주캠퍼스가 되었다. 통합 이후 원주캠퍼스에 설치된 문화산업대학을 2010년, 문화대학과 과학기술대학으로 분리하고, 문화대학의 명칭을 보건복지대학으로 개칭하여 현재의 원주캠퍼스 단과대학 체계를 확립했다.
통합으로 출범한 강릉원주대학교는 양적 성장을 이어가면서도 질적 성장에도 집중하여, 2010년 대학교육역량강화사업과 2012년 산업협력선도대학(LINC) 사업 등에 선정되었고, 공학교육혁신센터, 여대생커리어개발센터 등에 선정되는 등 성과가 있었다. 이런 성장을 통하여 긍정적인 평가가 늘어남과 함께, 다양한 국책사업 등을 수행하게 되었다. 특히, 해양 바이오 산업에 특화된  국립강릉원주대학교는 별도의 사업단을 설립하여 전문적으로 사업을 진행하고 있다. 현재  국립강릉원주대학교는 국가와 지역민에게 봉사하는 대학 등으로 발전하기 위해 노력하고 있다. 2021년에 개교 75주년을 맞았으며, 반선섭 총장이 연임하고 있다. 한편, 2020년대 들어 대한민국의 인구절벽 심화와 학령인구 감소에 대응하기 위하여 강원대학교와 통합 추진을 시작했으며, 윤석열 정부의 글로컬대학 30 사업에 선정되며 통합 강원대학교 출범을 추진한다.
2023년 11월 16일, 「국립학교 설치령」이 개정됨에 따라 국립강릉원주대학교로 교명이 변경되었다.

### 국립강릉원주대학교 홍보관
국립강릉원주대학교는 학교를 홍보하려는 목적과 지역사회와 소통하며 소규모 공연시설을 제공하기 위한 목적으로 2013년 3월 16일에  국립강릉원주대학교 홍보관을 개관하였다. 강릉시에 위치하며, 교사 자료실이 위치한  국립강릉원주대학교 박물관과는 별개의 조직이다.  국립강릉원주대학교 해람지에서 시작하는 강릉 바우길 16번째 코스인 학이시습지길의 종착지이다.

## 교장·학장과 총장
강릉사범학교, 강릉교육대학 시절에는 교장이, 강릉초급대학을 거쳐 강릉대학 체제가 유지될 때까지 학장이 임명되다가, 종합대학인 강릉대학교로 승격 이후 사회과학대학의 이참수 박사가 처음으로 총장에 임명되었다.
국립강릉원주대학교 총장은 교수 등 교직원들의 업무를 감독하고, 교무를 총괄하며 학생을 지도하고 학교를 대표한다. 2015년 10월부터 간선제로 총장임용 후보자를 선출하고, 대한민국의 교육부 장관의 제청을 거쳐 대한민국 대통령이 임명한다. 임기는 4년이다.
2024년 기준으로, 치과대학의 교수 박덕영이 총장 직무를 수행중이며, 임기는 2028년까지 유지된다.

## 교육편제
국립강릉원주대학교는 창의도전, 소통협력, 자기주도성을 갖춘 해람인(解纜人)을 인재상으로 설정하고 교육 및 연구인력 양성을 실시한다. 학부와 대학원 과정이 모두 편제되어, 학부는 9개 대학에 49개 학과(부), 대학원의 경우 일반 1개원과 특수 3개원이 설치되어 있다.

### 학부
국립강릉원주대학교의 학부 교육 과정은 각 단과대학 아래 학부·과, 전공을 설치하여 학사 학위 수여를 목적으로 이루어진다. 「 국립강릉원주대학교 학사운영 규정」 등에 따라 교양(기초, 균형, 해람)과정과 전공(기초, 필수, 심화)과정 등으로 나누어 교수한다. 졸업에 필요한 학점은 130학점을 기본으로 하며, 일부 단과대학과 학부·과, 전공은 별도 학점을 지정하고 있다.
강릉캠퍼스에 7개 단과대학을 설치했다. 교육편제 표준분류에 따라 인문사회 2개 대학(인문대학, 사회과학대학), 자연과학 2개 대학(자연과학대학, 생명과학대학), 공학 1개 대학(공과대학), 예체능 1개 대학(예술체육대학), 의학 1개 대학(치과대학) 등으로 대부분의 학문에 대한 교육과정이 편제되어 있다. 강원특별자치도 내 대학 중 유일하게 치과대학과 대기과학과가 편제되어 있는 것이 특징이며, 수련병원인 치과병원이 강릉캠퍼스 내 위치한다. 한편, 공과대학의 토목공학과의 졸업 이수 학점은 140점으로 하며, 치과대학의 치의예과는 75학점, 치의학과는 159학점, 치위생학과는 138학점으로 한다.
원주캠퍼스에 2개 단과대학을 설치했다. 교육편제 표준분류에 따라 인문사회 1개 대학(보건복지대학 일부), 자연과학 1개 대학(보건복지대학 일부), 공학 1개 대학(과학기술대학) 등으로 일부 학문에 대한 교육과정이 편제되어 있다.  국립강릉원주대학교의 유일한 교육과인 유아교육과가 원주캠퍼스에 편제되어 있으며, 수련을 위한 부속유치원이 원주캠퍼스 내 위치한다.

### 대학원
국립강릉원주대학교 대학원은 일반 1개원, 특수 3개원으로 구성한다. 일반대학원의 경우 「 국립강릉원주대학교 학칙」에 따라 캠퍼스 별로 편제된 학과에 차이가 있으며, 석사과정 57개 학과, 박사과정 43개 학과를 편제한다. 일부 학과의 경우 한국과학기술연구원, 한국생산기술연구원, 한국식품연구원, 한국해양과학기술원 등과 연계하여 협동과정으로 편제하고 있다.
특수대학원으로 경영정책과학대학원, 교육대학원, 산업대학원이 설치되어 있다.

## 교육 방침상의 특징

### 국제 교류

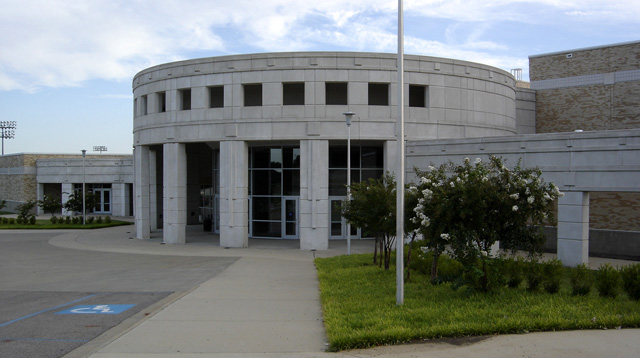
국립강릉원주대학교와 자매결연을 맺고 교류하고 있는 아칸소 주립 대학교(ASU)

국립강릉원주대학교 국제교류팀은 학술 교류 협정이 체결된 학교 중 학생 상호 파견을 원칙으로 교환학생 프로그램을 운영하고 있다. 교환학생 프로그램은 희망하는 학생에게 일정 수준 이상의 학점과 어학성적을 요구하여 추천하며, 입학 허가는 해당 학교에서 결정한다. 교환학생 파견 대학으로는 일본 가고시마 대학, 돗토리 대학, 오이타 대학과 러시아 극동 연방 대학교, 중화인민공화국 하얼빈 공업대학 등이 있다. 이 외에도 미국, 중화인민공화국, 일본 등의 협정 대학에 방학 기간 중 파견하여 일정 학점을 인정하는 단기어학연수 제도를 운영하고 있다.
2022년 12월 현재  국립강릉원주대학교는 세계 17개국 42개교와 학술 교류 협정을 체결하고 있다.

### 국내 교류

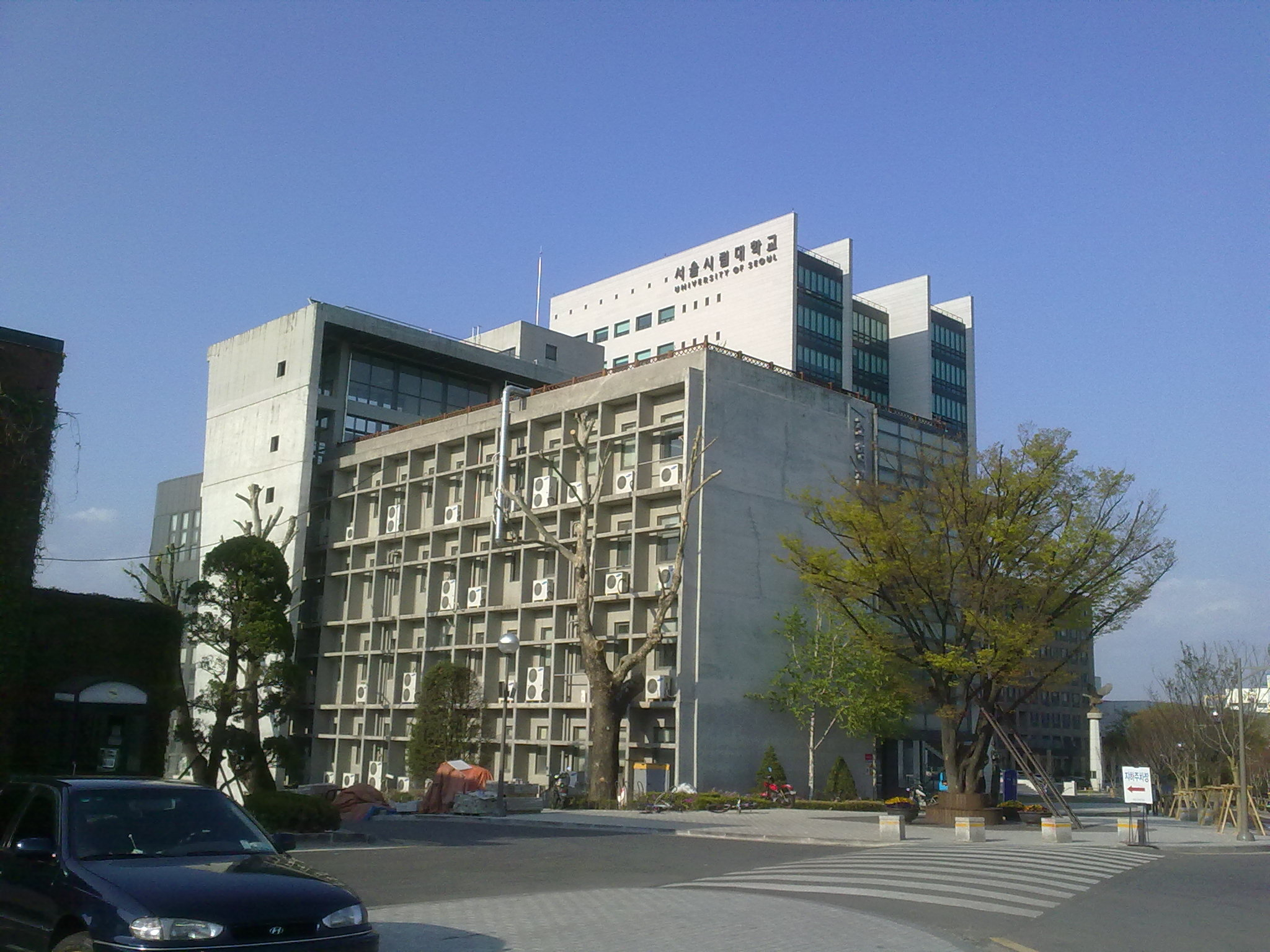
국립강릉원주대학교와 협약을 맺고 교류하고 있는 서울시립대학교(UOS)

국립강릉원주대학교는 대한민국내 대학간 학생 교류 및 학점인정에 관한 협정에 따라 2019년 현재 22개 대학에서 이수한 일정량의 정규 학기 학점을 정상 이수 학점으로 인정하고 있다. 교환 대학으로 국가중심국·공립대학교총장협의회 소속교 17개교와 더불어 강원대학교, 과학기술연합대학원대학교, 제주대학교, 충남대학교, 충북대학교 등이 있다.

### 장학 제도
교내장학금으로는 학비감면장학금, 특별면제장학금, 봉사장학금, 국제화장학금 등 다양한 장학 제도를 운용하고 있다. 2017년 기준,  국립강릉원주대학교 강릉캠퍼스의 재학생 1인당 장학금 수혜금액은 2,931,000원이며, 원주캠퍼스 기준 2,873,000원이다.

### 해람인의 인성과 자아 찾기
국립강릉원주대학교는 학부 재학생을 대상으로 '해람인의인성과자아찾기'라는 졸업 인증 제도를 운용하고 있다. 이에 따라 학부생들은  국립강릉원주대학교가 정하는 졸업 충족 학점과, 졸업에 필요한 시험, 논문, 작품 등을 제출하고 이 프로그램을 인증해야 졸업 요건을 충족하는 것으로 본다.  국립강릉원주대학교가 제시하고, 규정에 따라 인증할 수 있는 비교과 프로그램을 이수하면 된다. 이수한 프로그램들은 다시 3개의 모듈로 나뉘어 모두 각 모듈당 10시간씩 이수하여 30시간을 이수하여야 한다. 이는 학부의 학과 과정만 이수하는 것이 아니라, 학부생의 다양한 경험 기회를 제공하고, 관련 직종의 실무적 경험을 쌓기 위한 목적 등의 이유로 진행된다.

## 위상

### 대외 평가
국립강릉원주대학교는 명실상부, 강원 영동권 최대의 대학으로써, 강원 영동지역 내 큰 영향력을 끼치고 있다. 특히,  국립강릉원주대학교의 바이오에 특화된 생명과학 연구 성과는 강릉시뿐만 아니라, 환동해권에 위치한 각 지역들에게 각각의 해양 산업 부문에서 패러다임을 불러오고 있다는 평가가 있다. 규모면에서도 영동권 최대의 대학이지만, 2018년 실시된 대학기본역량진단에서 영동권(강릉캠퍼스)에서는 강원대학교와 유이하게, 영서권(원주캠퍼스)에서는 강원대학교, 한림대학교와 함께 자율개선대학에 선정되는 명예를 누렸다. 특히, 캠퍼스가 소재하고 있는 강릉시와 원주시 관내 일반대학중, 유일하게 자율개선대학에 선정되어, 질적인 측면 역시 내실 있는 대학임을 알렸다.
국립강릉원주대학교는 학생을 위한 지원을 활발히 하기 위해 노력하고 있다. 2006년 8월, 2년 연속 해외 대학원 진학생 두 자릿수 기록으로 언론의 조명을 받은 바 있다. 이 외에도, 학교의 학부 프로그램 혁신화, 대학원 연구 과정 심화 및 중등교육과정에 대한 질적 기여에 노력하고 있다는 평가가 있다.
2016년, QS와 중앙일보가 공동으로 실시한 2016 아시아대학평가에서 ‘의대 없는 중소 규모 종합대학, 학생 수 1만 2,000명 미만’ 그룹에서 국내 국립대학 중 1위, 전체 6위를 차지했다. 이 외에도, 2015년부터 꾸준히 QS 아시아대학평가에서 랭크되고 있다.
국가과학기술자문회의 등은 이학·공학 계열 연구를 전담 수행할 수 있는 주요 50여개 연구중심대학으로  국립강릉원주대학교를 포함하고 있다. 이는 지역중심국·공립대학 18개교중 서울시립대학교, 서울과학기술대학교, 금오공과대학교, 부경대학교 등 4개 대학과 함께 선정된 결과이며, 특히 강원권 모든 일반대학 중에서는 강원대학교와 함께 둘뿐으로 포함되었다.
1990년대 국가적으로 치과 의료 인력이 부족하다는 판단으로 추가적인 인력 수급을 위해 전국에서 11번째로 설립된  국립강릉원주대학교 치과대학과 치과병원은 지난 20년간 700명 이상의 우수한 치과 의사를 배출하여, 구강 보건 향상을 위한 인재 양성 기관으로서 역할을 다하고 있다. 강원권 유일의 치과대학병원인  국립강릉원주대학교치과병원이 설립되기 전까지 강원 영동 지역에는 전문적인 치과 병원이 없었고, 상대적으로 수도권과 가까운 영서권(원주, 춘천 등)과는 달리, 거리가 멀다는 이유 때문에, 강원 영동권의 치과 의료 환경은 열악했다. 그러나 치과 병원이 개원함으로써 강원 영동권 거주민들의 치과 의료 혜택 수혜에 기여했다. 환자는 강릉시 외에도, 강원 동해, 삼척, 태백, 영월, 평창, 정선, 속초, 양양, 고성, 인제, 홍천 등 강원 영동권에 국한되지 않고 경상북도 울진, 봉화 등에서도 찾는 것으로 알려졌다.
국립강릉원주대학교치과병원은 지역의 취약 계층에 대한 의료 혜택을 제공하고 있고, 최근, 강원특별자치도 장애인 구강 진료 센터를 개소하여 장애인들이 더욱 편하고 저렴하게 치과 진료를 받을 수 있는 환경을 갖추고 있다. 또, 몽골, 인도네시아, 태국, 베트남, 캄보디아 등에 지속적으로 의료 봉사단을 파견하여 국격을 높이는 등의 활동을 통해 국립 대학 치과 병원의 역할을 충실히 수행하고 있다는 평가가 있다.

### 연구 활동
국립강릉원주대학교는 대기 과학 분야 연구 활동이 왕성한 편이다. 특히, 타 지역에 비해 험준하여 위험 기상이 자주 발생하는 강원특별자치도에 위치하여 기상재해에 대한 연구가 주로 이루어지고 있다. 강원특별자치도에서 유일하게 대기 과학 관련 학과인 대기환경과학과가 강릉캠퍼스 자연과학대학에 편제되어 연구와 관련 인력양성을 주도하고 있다. 한편,  국립강릉원주대학교는 대한민국 최초로 복사 현상과 기상 관측 위성에 대해 연구하는 복사·기상연구소를 개소하여 관련 학문인 기상학과 인공위성 분야에 대한 연구를 진행 중이다. 이러한 연구력을 인정한 강원지방기상청은  국립강릉원주대학교 대기환경과학과와 강원 영동지역의 정확한 날씨 예보와 위험성 기후 예측에 대해 협업하고 있다. 기상재해에 대해 예보하고 관련 연구를 수행하는 국립기상과학원 산하 재해기상연구센터가 2012년부터 원활한 관·학 연계를 위해 강릉캠퍼스 내에 입주하였고, 이에 따라 위험기상 예측에 관한 합동 연구를 진행하고 있다.
국립강릉원주대학교는 급변하는 해양 생태계에서 다시마 등 해양 조류 생태 복구에 관한 연구 진행과, 조선민주주의인민공화국의 해조류 자원 교류 진행을 위해 남북해조자원교류원을 설치·운영중에 있다.
국립강릉원주대학교는 강원대학교와 함께 2019년 강원도 산불의 산림 파괴 정도와 지역사회가 받은 피해의 심각성에 대해 공감하며, 대규모 산불에 대응할 수 있는 체계 구축과 산림 복원을 위한 사업과 공동연구를 진행한다.
제2차 혁신도시 계획이 대한민국 정부 등에서 나오면서 강원도내 학술기관(종합대학)으로서는 최초로 연구 활동을 시작했다. 강릉시의회와 공동으로 관련 포럼을 개최하고, 사회과학대학을 중심으로 연구 진행과 더불어 강릉시와 협업하여 혁신도시 유치전에 함께할 계획인 것으로 알려졌다.
또한, 2019년 7월경부터 촉발된 대일무역 제재로부터, 강원지역 기업의 생존을 위해 기술 자립화 사업을 가톨릭관동대학교, 강원대학교, 연세대학교 미래캠퍼스, 한림대학교 등 4개 대학의 사업단과 협업하여 연구 활동을 진행하고, 일선 기업에 제공하여 호평을 받은 바 있다.

### 국책사업
국립강릉원주대학교는 2012년, 산학협력선도대학(LINC)사업에 참여했고, 우수한 성과를 내어 2017년, 후속 사업인 LINC+ 사업 참여도 선정되었다. 기존 대학들의 산학협력 사업과는 다르게, 소상공인, 농부, 어부 등 다양한 계층과 협력하고 참여를 이끌어냈다는 점에서 긍정적인 평가를 받고 있다. 2019년, LINC+ 2단계 육성사업에도 선정되어 사업을 계속하여 진행하게 된다. 차기 사업인 산학연협력선도대학육성사업인 LINC 3.0 추가 사업에서 수요맞춤유형에 선정됨에 따라 후속 사업을 진행할 계획이다.
2014년, 지방대학 특성화 사업(CK-1)에 선정되었고, 동해안 해양바이오산업 창조인재육성사업단을 창단하여 해양바이오 산업과 관련한 연구를 진행하고, 관련 단과대학인 생명과학대학을 중심으로 국고지원을 받고 있다. 이러한 해양바이오 산업의 우수성을 인정받아 2018년부터  국립강릉원주대학교 동해안생명과학연구소는 대한민국 교육부와 한국연구재단이 주관하는 이공분야 대학중점연구소 지원사업에 최종 선정돼 약 56억원을 지원받아 ‘해양생물 유래 천연 소재의 면역치료제 연구’를 수행하고 있다.
이공계 분야의 대학 연구력과 기술력을 인정 받아, 2018년부터 이공계 계열 졸업자를 학교가 고용하여 관련 기술을 심화 교육시키는 청년 TLO 육성사업을 진행하고 있다.

### 사회 공헌
국립강릉원주대학교는 2007년부터 해람해외봉사단을 창단해 몽골, 네팔 등의 국가에서 교육봉사, 치과진료 등의 활동을 펼치고 있다. 2017년 파견한 해람해외봉사단의 프로그램이 한국대학사회봉사협의회가 선정한 최우수 프로그램으로 뽑히는 일도 있었다.
지역사회를 위한 활동 역시 활발한데, 2017년부터 사회봉사 기능을 강화하고자 기존의 기관을 확대·개편하여 나눔문화센터를 신설하고, 해람 프로보노 봉사단을 창단하여 교직원, 학생과 동문 등의 대학의 전문성을 살린 인적 자원으로 대학과 지역의 상생 발전을 실현하고자 노력하고 있다. 이를 통해 지역 친화적 국립 대학 모델을 구축하고, 지역 현안 해결에 힘써, 지역속의 대학의 역할을 충실히 수행하고 있다.
국립강릉원주대학교 학생사회 등에서도 자발적인 사회 공헌을 위한 활동이 이어지고 있는데, 2022년 울진-삼척 산불 사태로 발생한 이재민에 대하여 자발적인 성금을 기부하는 등의 활동이 있다.

### 기타
다음은 국립강릉원주대학교의 위상 및 활동과 관련한 기타 지표들이다.
| 국립강릉원주대학교의 위상과 활동에 관련된 지표 | |
| --- | --- |
| \| 연구활동 지표 - 2010년 (교육부, 여성가족부) 여대생커리어개발센터 운영 대학 선정 - 2012년 (산업통상자원부) 공학교육혁신센터 공학인재양성 지원 사업 선정 - 2015년 인문학연구소 한국학중앙연구원 한국학 분야 토대연구사업 선정 - 2017년 (중소기업청) 강원도 유일 연구마을 수행전담 운영 기관 선정 - 2018년 인문학연구소 한국중앙연구원 한국학 분야 토대연구사업 2단계 선정 - 2018년 동해안생명과학연구소 대학중점연구소 선정 - 2019년 (국립해양생물자원관) 해양생명자원 기탁등록보존기관 선정 - 2021년 방재연구소 대학중점연구소 선정 - 2022년 (산업통상자원부) 창의융합형 공학인재양성 지원 사업 선정 - 한국 LHC(ALICE) 실험팀(KoALICE) 협동 연구 대학 \| 대학평가 지표 - 교육부 국립대학 육성사업 최고 등급 9년 연속 선정 (2014 ~ 2020) - 교육부 산학협력선도대학 사업단 우수 등급 4년 연속 선정 (2012 ~ 2016) - 한국공학교육인증원 (ABEEK)공학교육인증 획득 - 교육부 교육국제화역량인증 대학 선정 - 자동차공학전공, 교육부, 한국대학교육협의회 산업계 관점 대학평가 최우수 대학 (2016) - 2016년 QS, 중앙일간지 의대없는 중소규모 종합대학 그룹 대한민국 국립대학 1위 (대한민국 대학 6위, 아시아 36위) - 2017년 교육부 고교교육 기여대학 지원사업 선정 - 2017년 한국연구재단 인문도시 지원사업 선정 - 2018년 삼성꿈장학재단 전문형 교육복지기관 선정 - 2018년 대학기본역량진단 자율개선대학 선정 - 2019년 해양수산부 귀어학교 선정 - 2020년 교육부 인재개발 우수기관 - 간호학과, 한국간호교육평가원 학사학위 프로그램 인증 - 치의학과, 한국치의학교육평가원 치의학교육 인증평가 인증 - 식품영양학과, 한국영양교육평가원 영양사교육과정평가 인증 \| | |
| 연구활동 지표 - 2010년 (교육부, 여성가족부) 여대생커리어개발센터 운영 대학 선정 - 2012년 (산업통상자원부) 공학교육혁신센터 공학인재양성 지원 사업 선정 - 2015년 인문학연구소 한국학중앙연구원 한국학 분야 토대연구사업 선정 - 2017년 (중소기업청) 강원도 유일 연구마을 수행전담 운영 기관 선정 - 2018년 인문학연구소 한국중앙연구원 한국학 분야 토대연구사업 2단계 선정 - 2018년 동해안생명과학연구소 대학중점연구소 선정 - 2019년 (국립해양생물자원관) 해양생명자원 기탁등록보존기관 선정 - 2021년 방재연구소 대학중점연구소 선정 - 2022년 (산업통상자원부) 창의융합형 공학인재양성 지원 사업 선정 - 한국 LHC(ALICE) 실험팀(KoALICE) 협동 연구 대학 | 대학평가 지표 - 교육부 국립대학 육성사업 최고 등급 9년 연속 선정 (2014 ~ 2020) - 교육부 산학협력선도대학 사업단 우수 등급 4년 연속 선정 (2012 ~ 2016) - 한국공학교육인증원 (ABEEK)공학교육인증 획득 - 교육부 교육국제화역량인증 대학 선정 - 자동차공학전공, 교육부, 한국대학교육협의회 산업계 관점 대학평가 최우수 대학 (2016) - 2016년 QS, 중앙일간지 의대없는 중소규모 종합대학 그룹 대한민국 국립대학 1위 (대한민국 대학 6위, 아시아 36위) - 2017년 교육부 고교교육 기여대학 지원사업 선정 - 2017년 한국연구재단 인문도시 지원사업 선정 - 2018년 삼성꿈장학재단 전문형 교육복지기관 선정 - 2018년 대학기본역량진단 자율개선대학 선정 - 2019년 해양수산부 귀어학교 선정 - 2020년 교육부 인재개발 우수기관 - 간호학과, 한국간호교육평가원 학사학위 프로그램 인증 - 치의학과, 한국치의학교육평가원 치의학교육 인증평가 인증 - 식품영양학과, 한국영양교육평가원 영양사교육과정평가 인증 |

## 학생 활동

### 국립강릉원주대학교 총학생회
| 기간   | 2013년 29대 | 2014년 30대 | 2015년 31대 | 2016년 32대 | 2017년 33대 | 2018년 34대 | 2020년 35대 | 2022년 36대 | 2023년 37대 | 2024년 38대 |
| ------ | ----------- | ----------- | ----------- | ----------- | ----------- | ----------- | ----------- | ----------- | ----------- | ----------- |
| 조직명 | ST          | Open2gether | 어울림      | 청춘인      | 청소부      | 그리다      | 동행        | For the     | 청연        | 설화        |

국립강릉원주대학교의 학생 조직을 이끄는 총괄조직이다. 강릉캠퍼스 학생회관 2층에 사무실이 있으며, 강릉캠퍼스 학생이 정회장 1인, 부회장 1인, 원주캠퍼스 부회장 1인으로 구성한다. 캠퍼스가 분교가 아닌 이원화 캠퍼스체제이다 보니 1대학 1총학생회 논리에 따라 지금과 같이 설치하고 있다. 다만, 대학 학생사회를 중심으로 캠퍼스별 총학생회 설치 요구가 나오고 있다. 불미스러운 회계 문제를 겪은적이 있으며 총학생회 개혁 등을 통해 어느정도 해결을 보았다. 하부조직으로 각 단과대학 조직이 있으며, 총동아리연합회, 졸업준비위원회 등 학생복지를 위한 상설기구도 두고 있다. 학생회 최고 입법 및 의결, 심의, 감사기구로는 총대의원회가 있다.
2023년 기준으로 '청연' 총학생회가 임기중에 있다.

### 국립강릉원주대학교 언론원
신문사, 방송국, 영자신문사, 교지편집국 등 4개 단위로 구성되며 학생 스스로 방송매체를 통한 기사작성, 편집교육, 방송 제작 등의 실무교육을 실시하고 있다. 현재 강릉캠퍼스 내에 신문사, 강릉방송국, 영자신문사, 교지편집국이 위치하고 있으며, 윈주캠퍼스에 신문사와 원주방송국이 위치하고 있다.
- 신문사 :  국립강릉원주대학교의 주요 소식을 담은 신물을 발행한다. 1학기 3회, 2학기 2회로 연간 5회 발행하고 있다.
- VOGW : Vocie of Gangneung & Wonju의 약자로,  국립강릉원주대학교의 학생 자체 방송국이다. 하루에 두 차례씩 정규 음성 방송을 송출하고 있다. 시험, 방학기간은 휴방한다.
- 영자신문사 : The Gangneung-Wonju Herald를 발행하며, 연간 2회씩 매거진 형식으로 발행하고 있다.

### 체육부
국립강릉원주대학교 체육부는 크로스컨트리 스키부, 바이애슬론부, 테니스부, 트라이애슬론부, 검도부 등 5개의 종목을 개설하여 체육부를 구성한다. 1997년 2월 4일 설립되었으며, 일부 종목에서 국가대표 선수 등을 배출하여 동계 아시안 게임 등에 기여한 바 있다.

### 동아리
국립강릉원주대학교의 교내 동아리는 총동아리연합회 산하 중앙 동아리와 각 학과에 소속된 학과 동아리로 나눌 수 있다. 2016년 12월 기준으로, 중앙 동아리는 강릉캠퍼스에 7개 분과 53개, 원주캠퍼스에 5개분과 20개의 동아리로 총 73개의 동아리가 개설되어 있다.

### 기타 학생 단체
- 국립강릉원주대학교 학생 홍보대사 하랑:  국립강릉원주대학교를 홍보하는 학생 조직이다. 2019년 기준으로, 20기가 활동하고 있다.  국립강릉원주대학교를 방문하는 일반인 등에게 캠퍼스 안내 등을 담당하며, 학교 홍보에 앞장서고 있다.
- 국립강릉원주대학교 응원단 루시우스:  국립강릉원주대학교의 응원단으로, 동아리 형식으로 운영된다. 다만,  국립강릉원주대학교 체육부가 존재함에도, 동계스포츠 위주로 운영하고 있는 결과, 학교가 대외적인 스포츠 행사에 소극적이어서 학교 직속의 공식 단체가 아닌 동아리로만 남아있다. 학교 내·외 행사 등에서 공연만 펼치고 있다.

## 연례 행사

### 비령대동제
대동제(大同祭) 혹은 비령제(飛嶺祭)는  국립강릉원주대학교 축제이다. 5월경 개최되며, 각종 단과대학, 학과와 동아리 등에서 준비한 체험, 먹거리 부스와 도서관, 학생생활관 등 다양한 곳에서 관련 행사를 개최한다. 학생들의 참여로 다양한 무대와, 유명 연예인들이 초청되어 공연을 펼치거나, 강연 등의 행사도 함께 개최된다. 연 1~2회 개최되고 있으며, 간혹 비령가요제가 함께 개최된다.

### 동아리제
국립강릉원주대학교에서 활동하는 동아리의 활동 현황을 보여줄 수 있는 공연·전시 위주로 진행되는  국립강릉원주대학교의 문화 행사이다.

### 강원대학교 교류전
2017년까지 강원 영동지역 대학들이 대학간 교류와 화합 도모를 위한 목적으로 동아리 스포츠 교류전을 개최하였으나, 2018년부터 가톨릭관동대학교 등이 불참하면서  국립강릉원주대학교-강원대학교(강원대학교- 국립강릉원주대학교) 동아리 스포츠 교류전이 2018년 11월 8일  국립강릉원주대학교 강릉체육관에서 농구, 배구, 족구, 배드민턴, 축구 등의 종목으로 개최되었다.
| 연도 | 족 구       | 족 구       | 축 구       | 축 구       | 배드민턴    | 배드민턴    | 농 구              | 농 구              | 배 구       | 배 구       | 종합전적 | 종합전적 | 종합전적 | 승리팀      |
| ---- | ----------- | ----------- | ----------- | ----------- | ----------- | ----------- | ------------------ | ------------------ | ----------- | ----------- | -------- | -------- | -------- | ----------- |
| 연도 | 강대        | 릉대        | 강대        | 릉대        | 강대        | 릉대        | 강대               | 릉대               | 강대        | 릉대        | 강대     | 무승부   | 릉대     | 승리팀      |
| 2018 | -           | -           | -           | -           | -           | -           | -                  | -                  | -           | -           | 1        | 3        | 1        | 무승부      |
|      | -강 1무 -릉 | -강 1무 -릉 | -강 1무 -릉 | -강 1무 -릉 | 1강 0무 0릉 | 1강 0무 0릉 | 0강 0무 1릉        | 0강 0무 1릉        | -강 1무 -릉 | -강 1무 -릉 | 1강      | 3무      | 1릉      | -강 1무 -릉 |
| 우세 | 비등        | 비등        | 비등        | 비등        | 강원대학교  | 강원대학교  | 국립강릉원주대학교 | 국립강릉원주대학교 | 비등        | 비등        | 비등     | 비등     | 비등     | 비등        |

## 사건과 비판

### 원주대학 통합과 교명 변경에 관한 분쟁
2007년부터 2년간  국립강릉원주대학교가 지금의 교명으로 변경하기 이전의 학내 교명 변경 문제를 두고 벌어진 사건들이다. 강릉대학교와 원주대학은 2005년 통합 기본 합의에 조인할 때 통합대학 교명 변경을 조건으로 의결한 바 있다. 다만, 강릉시 지역사회와 강릉캠퍼스를 중심으로 지명을 포기할 수 없다는 주장이 관철되었고, 원주시 지역사회와 원주캠퍼스는 대학본부가 합의를 이행하지 않는다며 학내·외 구성원간의 갈등이 첨예하게 대립하고, 분쟁이 발생한 사건이다.
2005년 10월 5일, 강릉대학교 한송 총장과 원주대학 황병수 학장은 교육인적자원부의 국립 대학 통합 정책에 따라 이원화 캠퍼스 체제의 한 대학이 될 것을 결정했다. 2006년 당국의 심의를 거쳐 2007년 양 대학은 강릉대학교로 통합되게 된다.
교명 변경 잡음은 통합 직후 발생했다. 구 원주대학 관계자들과 원주대학 총동문회, 기성회, 총학생회 등이 교명 변경을 촉구하기 시작했다. 그러나 강릉시 지역사회와 강릉대학교 관계자중 일부는 강릉의 지명을 포기할 수 없다는 입장이 강했다. 강릉대와 원주대가 통합할 즈음인 2008년까지, 통합된 국립 대학의 교명은 보통 거점국립대학의 교명으로 유지하는 경우가 많았다. 다만, 강릉대학교와 원주대학의 경우는 지역중심국립대학과 전문대학의 통합에 해당하는데, 이 때는 종합대학(일반대학)의 교명을 유지하는 것이 일반적이다. 실제로, 강릉대와 같이 지역중심국립대학인 공주대학교의 경우, 예산농업전문대학과 천안공업대학과 각각 1992년, 2005년에 통합했지만, 교명은 공주대학교 단독으로 유지했다. 한국교통대학교처럼 교명을 완전히 변경한 경우가 있지만, 주축이 되었던 충주대학교는 종합대학이 아닌 산업대학이었다. 즉, 완전히 다른 교명을 설정하는 것은 과거에 유례가 없었고, 2019년 기준, 현재까지도 없다. 당시 강릉대학교 소속 학생과 직원 등 관계자들, 지역사회 등에서 교명 변경 결정 사항을 이해하기 힘들어한 까닭이다.
학내 캠퍼스간 문제에 끝나지 않고 강릉시와 원주시 지역사회 및 시민단체 등도 교명 변경 분쟁에 참여하면서 불씨가 커졌다. 강릉지역의 경우, 강릉상공회의소 등에서도 나서 학교에 이의를 제기했고, 원주지역의 경우 시의회가 나서 학교에 교명 변경을 요구하기도 했다. 또한, 차기 총장 선거와도 맞물리며 분쟁이 더욱 심화되는 사태가 발생했다. 한송 총장은, 강릉 지역 여론을 수렴하지 못한 것은 아쉬운 부분이라고 밝히며, 어찌 되었든 원주대학과 약속한 기일 안에 교명을 변경해야 하기 때문에 강원제일대학교를 1순위로 하는 교명 변경안을 교육부에 제출했다고 말했다. 이 변경안에는 강일대학교와 명원대학교 등이 각각 2순위, 3순위 교명으로 제시되어 있는 것으로 알려졌다.
분쟁이 해결을 보지 못하는 사태에서 ‘원주·강릉 통합국립대 교명 합의이행을 위한 원주권 추진위원회’는 통합한 해 7월, 원주캠퍼스 후문과 정문의 "강릉대학교 원주캠퍼스" 현판을 제거하는가 하면, 강릉 지역사회는 교명에서 강릉 지명을 유지하지 못할 시, 대학 통합을 취소해야 한다는 주장을 이어나가는 등 사태는 일파만파 커져갔다. 이와 반대로, 원주 지역사회측은 통합 약정 당시 약속했던 '신규 교명에 지명 미포함' 약속을 지킬 것을 강릉대학교측에 요구했지만, 강릉대학교 측은, '강릉대'와 '원주대' 교명을 포함하지 않는 것이지, '강릉원주'나 '원주강릉' 등 다른 조합의 교명은 해당되지 않는 것이라 밝혀 파장이 일었다.
결국 학교측이 제시한 3개안중 어느 하나로 결정되지 못했다. 교육인적자원부는, 추진위가 합의를 통해 교명을 확정한 뒤 변경을 신청하면 국무회의 의결을 거쳐 곧 바로 승인하겠다는 입장인 것으로 알려지면서, 사실상 이번 분쟁에 대해 한 발 물러선 방관의 태도를 유지하고 있음이 알려졌다. 당초 "자율적인 대학의 교명 변경 신청이 있을시 적극적으로 해결하겠다"고 한 교육인적자원부장관의 발언과 대비되는 입장인 것이다. 결국 2007년 12월, 대학 본부는 학교 각 구성원이 동수로 이루어진 교명제정추진위원회를 구성하고 2008년 4월 즈음 교육 당국에 교명변경신청서를 다시 제출하는 것으로 계획을 잡았다. 이 과정에서, 대학본부는 '신규 교명에 지명 미포함' 약속은 이번 교명 변경 심사 탈락으로 깨졌다면서, 사실상 지명을 교명으로 포함하겠다는 확고한 입장을 밝혀, 원주 지역을 배려하지 않는 입장을 내놓아 다시금 논란이 일었다.
2008년 3월 26일, 교명변경추진위원회는 절차를 통해  강릉원주대학교를 교명 변경안 1순위로 선정했으며, 이듬해 3월 1일 교명 변경이 승인되어 지금의  국립강릉원주대학교로 교명을 변경하였다.

### 제32대 총학생회 학생회비 횡령 사건
2016년,  국립강릉원주대학교 총학생회 업무를 수행하던 청춘인 조직에서 발생한 학생회비 차익 횡령 사건이다. 당초 총학생회에서는 1,800만원가량 횡령했다고 시인했으나, 경찰 조사 과정 등에서 실제로는 약 2,600만원을 횡령한 것으로 알려졌다. 관련자인 총학생회 전 임원이 총사퇴했으며 총대의원회의 무능이 드러나면서 제33대 총학생회 청소부가 취임하기 전까지 비상대책위원회 체제로 꾸려졌다. 한편, 청춘인의 총학생회장인 신씨는 최종 공판에서 벌금형에 처해진 것으로 알려졌다.

### 1도 1국립대 통합 논란
2017년, 강원대학교와 국립대학으로써는 최초로 연합대학 체제를 구축했다. 두 학교는 학점, 수업 등 교육적인 부문과, 인프라 등 시설 부문에서 다양하게 교류하게 된다. 이와 관련하여 강원권 공동교육혁신센터를 설립하고, 교수법을 공동 연구하고 양 대학간 협력 네트워크를 강화하는 등 성과를 내고 있다.
2021년 2월경부터  국립강릉원주대학교 대학본부와 강원대학교 대학본부가 통합 추진에 나선 것으로 밝혀졌다. 강원특별자치도의 인구 특성 상, 학령인구가 매년 감소 추세에 있는 가운데,  국립강릉원주대학교의 2021학년도 신입생 충원율이 10%가량 급락한 요인 등이 추진 이유로 설명되고 있다. 이를 통해 '1도 1국립대'로 학교 경쟁력을 강화하는 효과를 기대하고 있다. 통합 추진에 대하여 양 대학 교직원은 각각 절반 이상이 찬성한 것으로 알려졌다. 앞선 2015년,  국립강릉원주대학교 교수회는 강원대학교 통합과 관련한 설문 연구를 실시한 결과, 교수 60% 이상이 찬성한 것으로 집계된 바 있다.
2021년 3월, 통합 계획 무산을 요구하는 국민 청원이 등장했다. 이에 따라 강원대학교 등은 학생 의견을 수렴하는 과정을 거치겠다고 밝혔으나 여론은 첨예하게 대립했다. 2021년 5월, 강원특별자치도내 정치권에서 학생의 동의 없는 통합은 중단되어야 한다는 성명을 내는 등 반대 여론이 거세졌다.
결국 2024년 통합 대학 개교를 목표로 연구용역까지 추진하여 통합으로 동반 성장이 가능하다는 결과가 도출된 바 있으나 강원대학교 총학생회와 각 지역사회의 반대 여론으로 사실상 무산되었다.
그러나 상황이 반전되어 윤석열 정부의 대학 혁신안인 글로컬 대학 사업에 강원대학교와 통합을 전제로 신청하여 양 대학의 통합이 속도를 내고 있다는 분석이 있다. 결국  국립강릉원주대학교와 강원대학교가 대학 통합을 전제로 제출한 글로컬 대학 사업 기획안이 예비지정됨에 따라 양 대학이 개별적으로 구성원 통합 투표를 진행하였고, 기준을 충족해 통합 절차에 돌입하게 된다. 다만 강원대학교 삼척캠퍼스 총동문회와 삼척시와 동해시 등 일부 영동 지역 시민사회에서 통합을 반대하는 움직임이 일고 있다.

## 캠퍼스 풍경

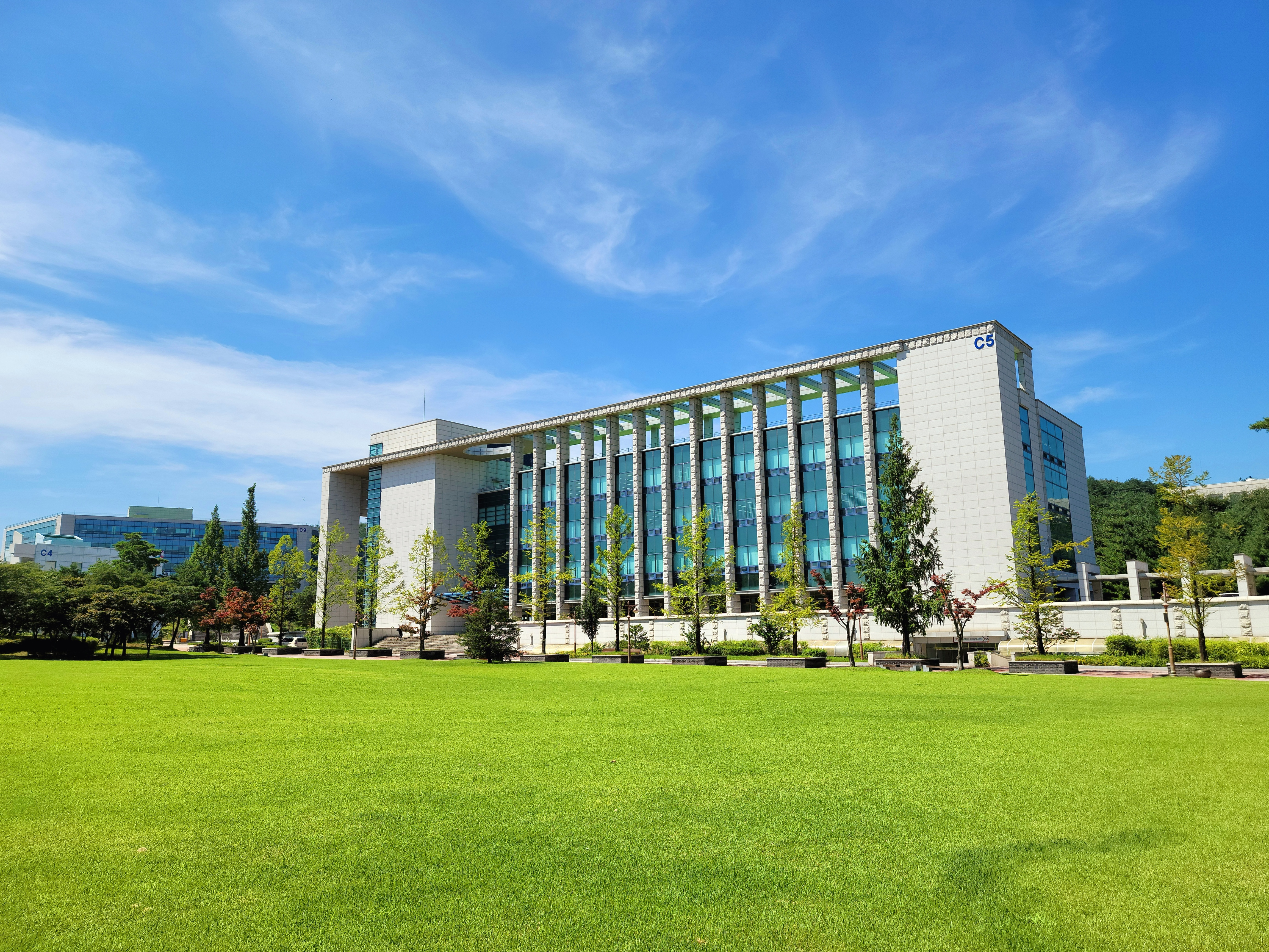
국립강릉원주대학교 중앙도서관
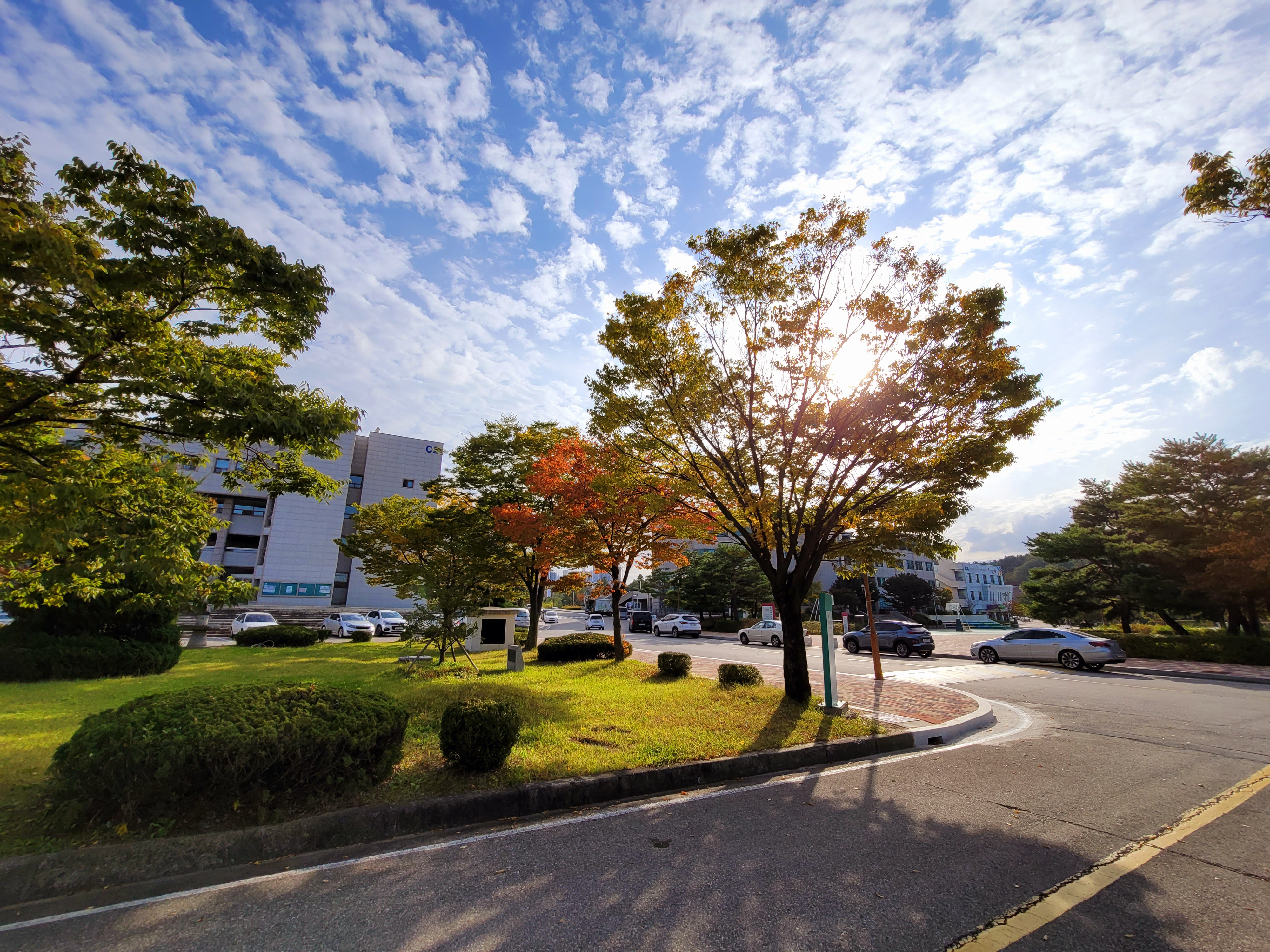
국립강릉원주대학교 인문관 앞
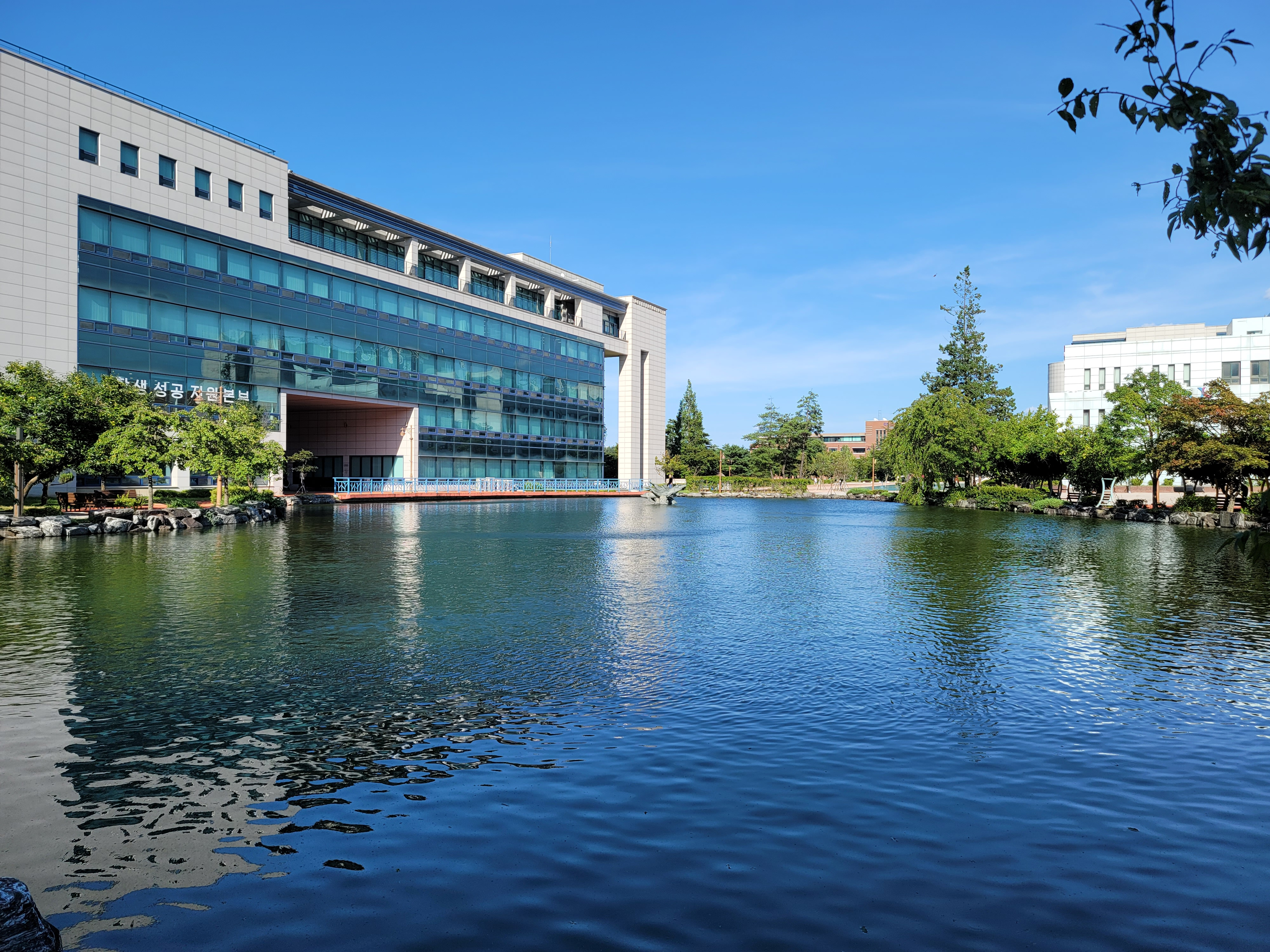
국립강릉원주대학교 해람지
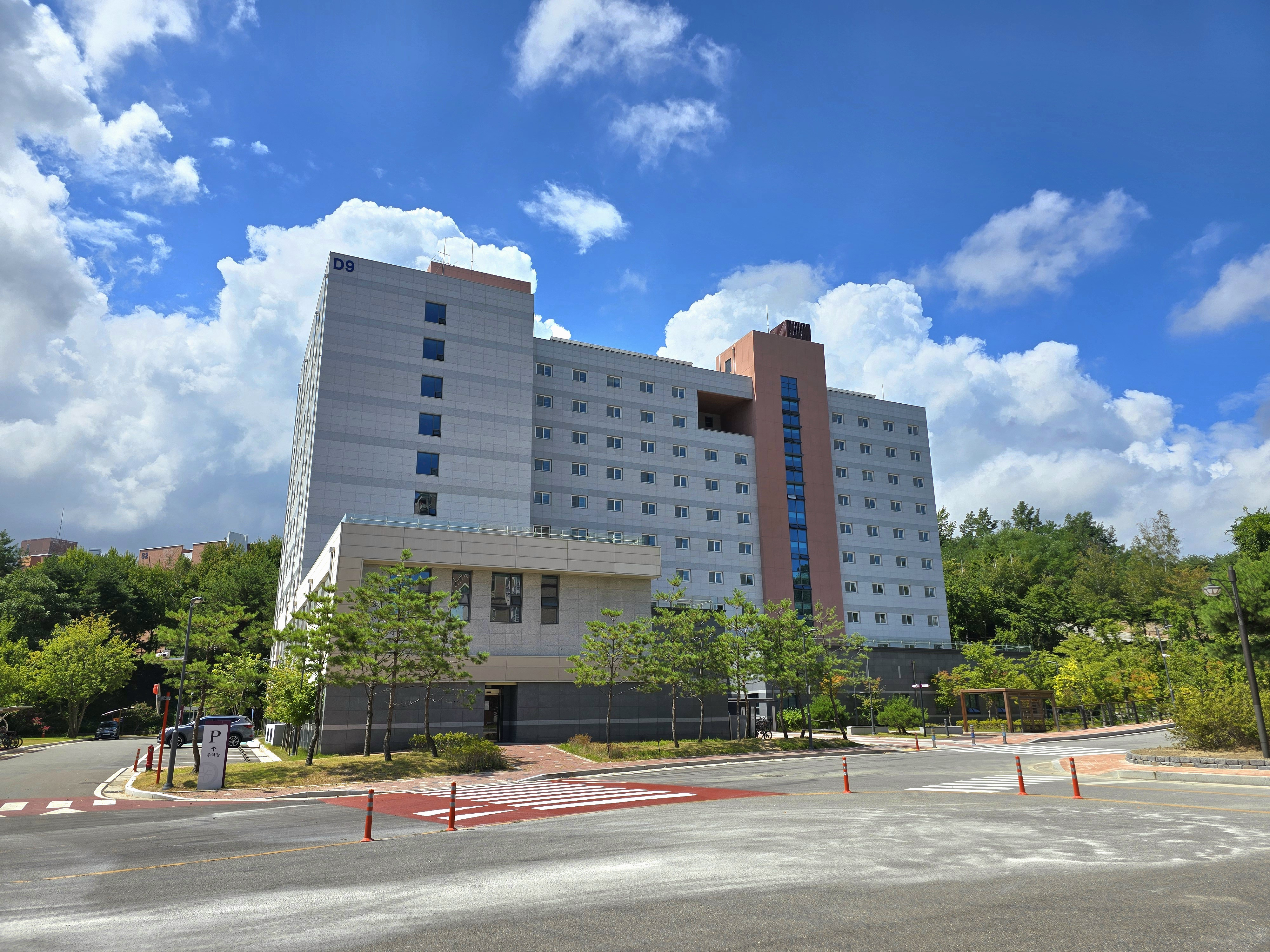
국립강릉원주대학교 학생생활관
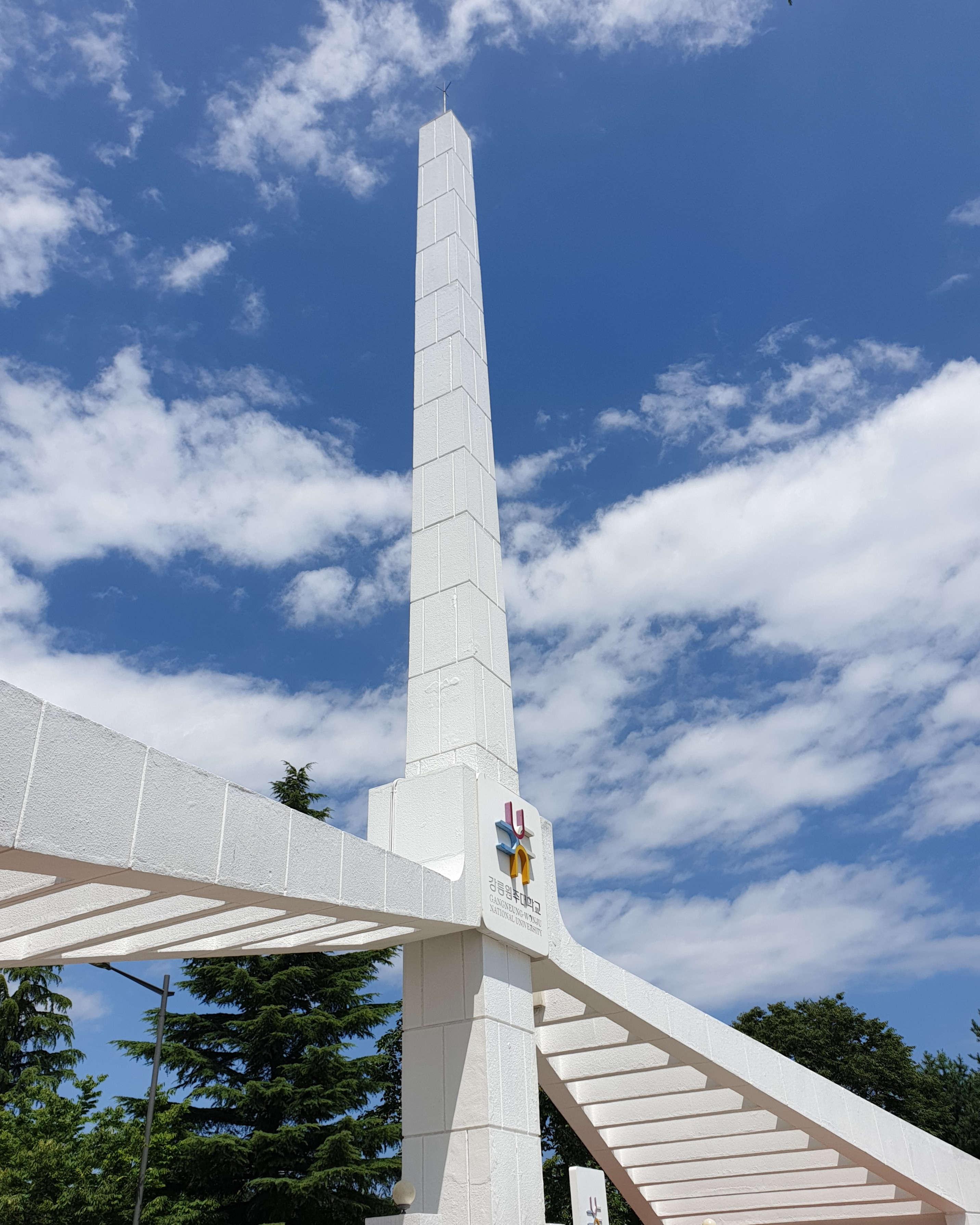
국립강릉원주대학교 (구) 정문
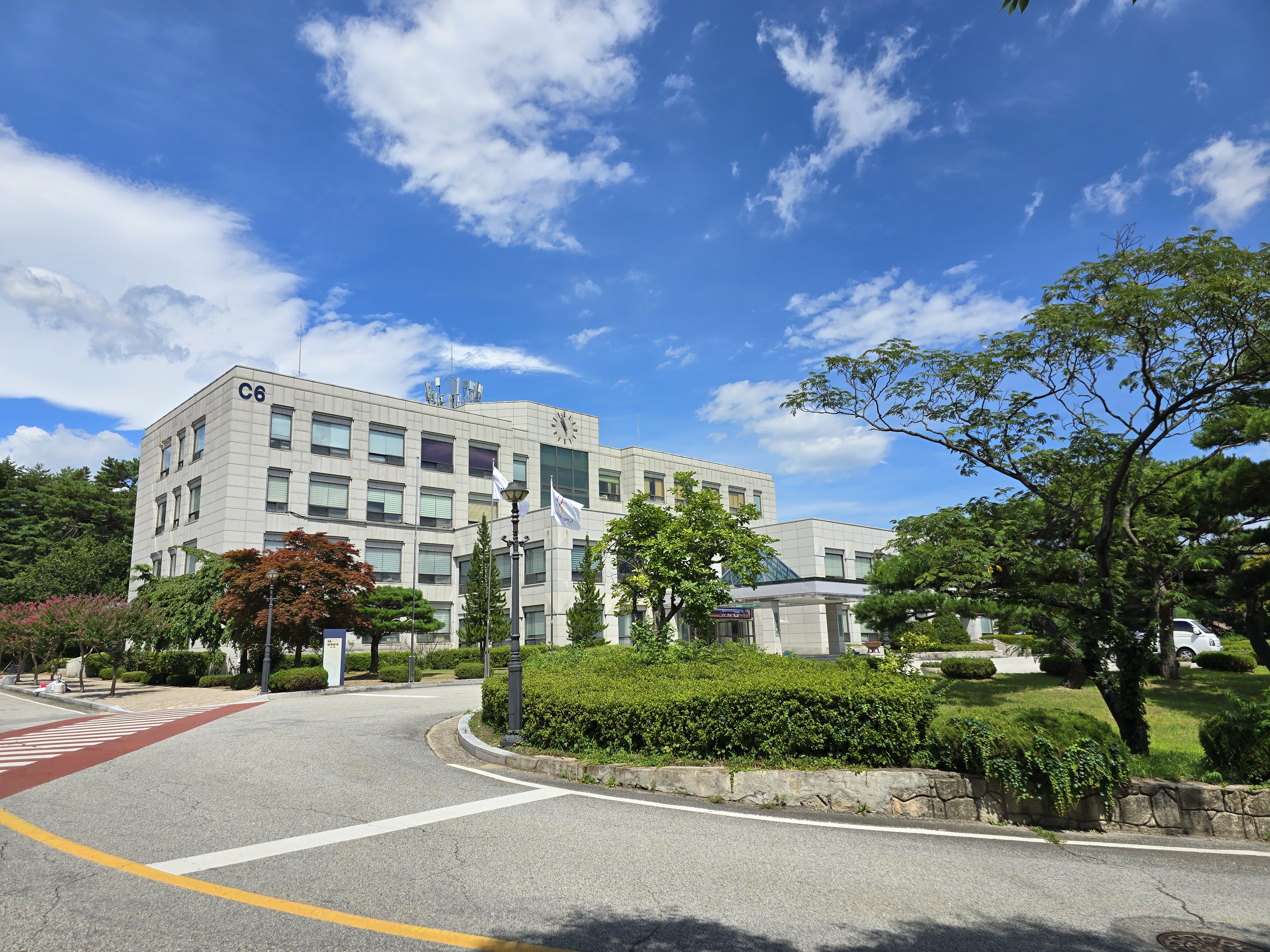
국립강릉원주대학교 대학본부
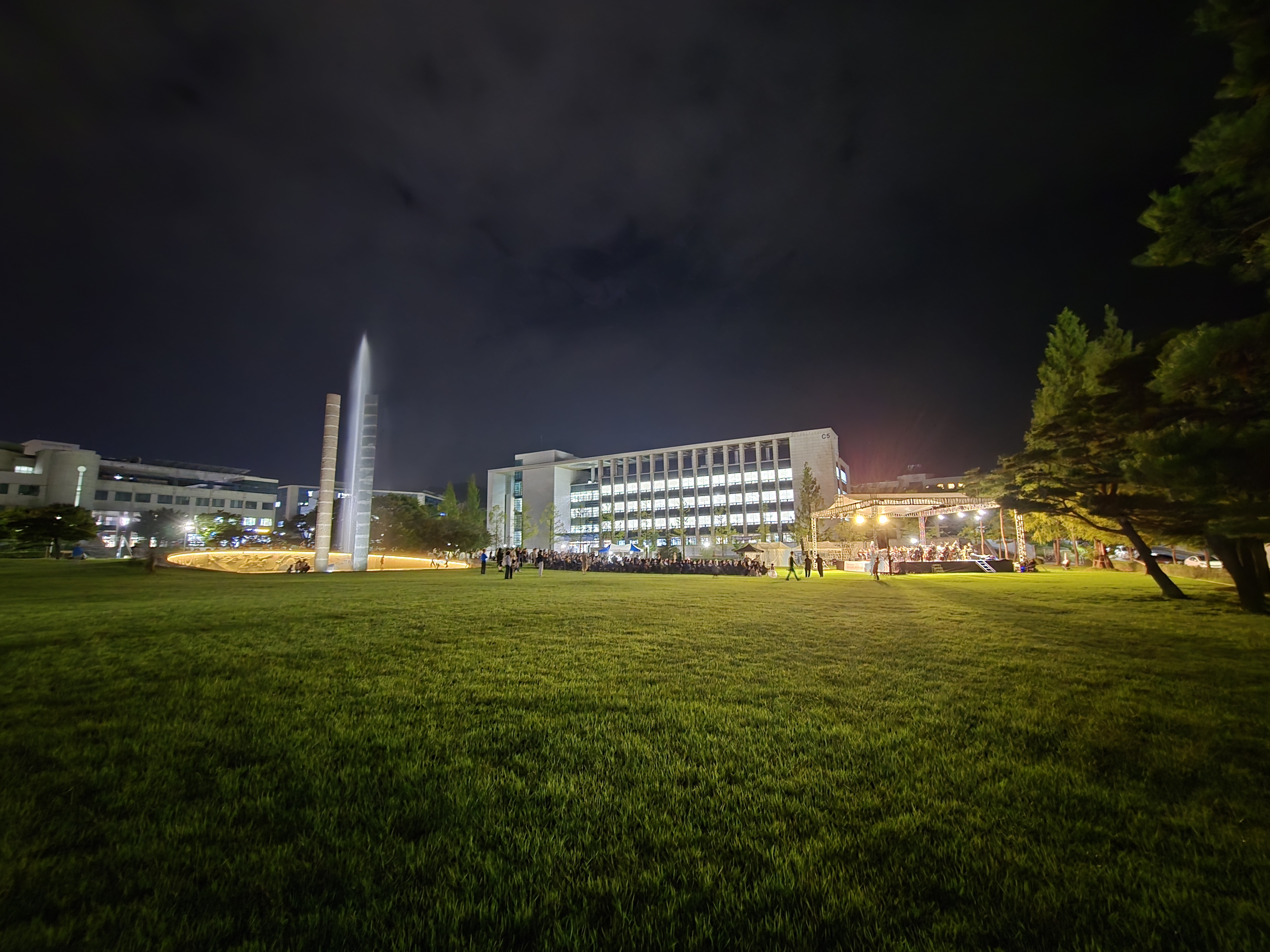
국립강릉원주대학교 찾아가는 음악회
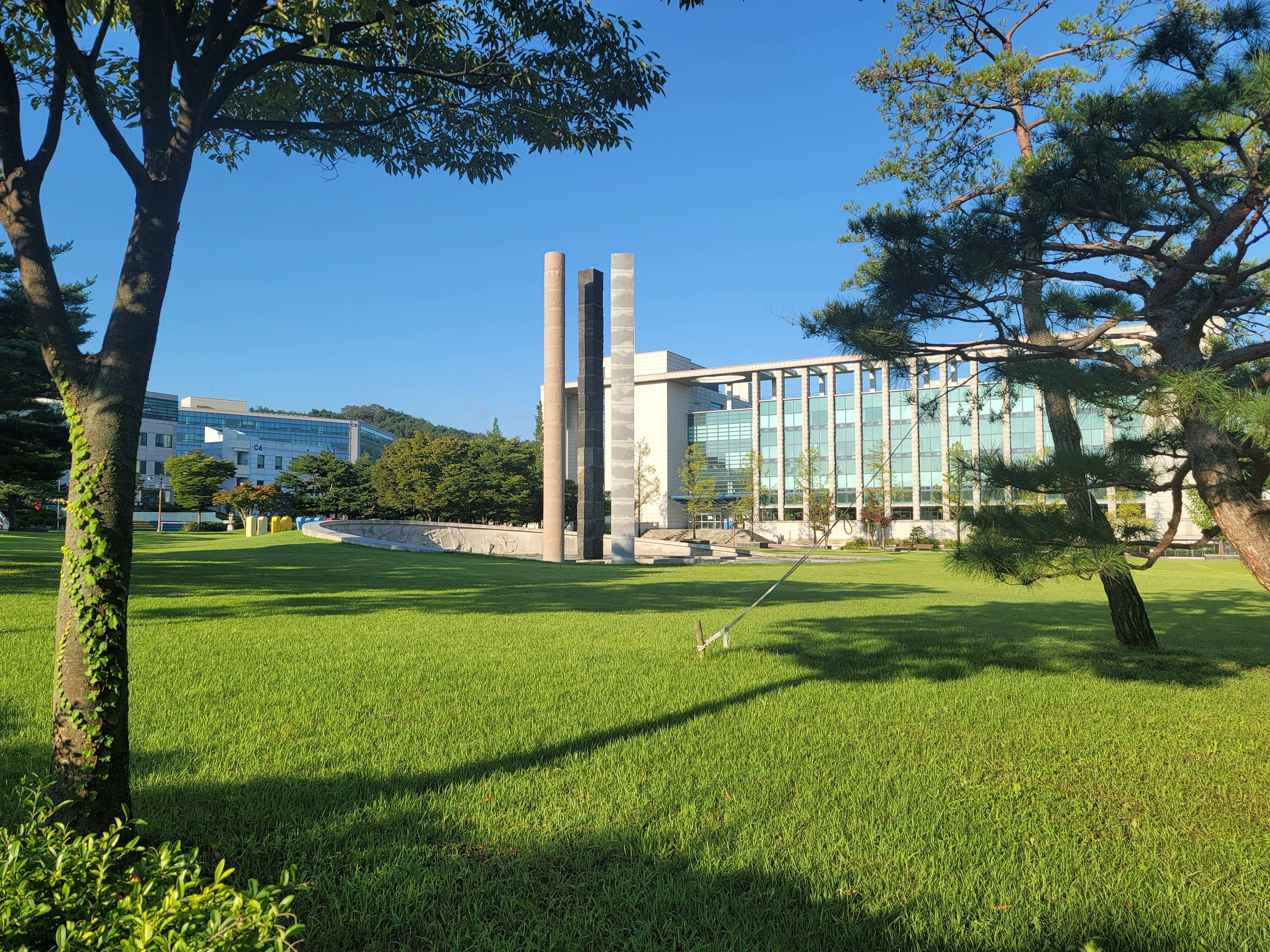
국립강릉원주대학교 중앙도서관과 대학상징탑
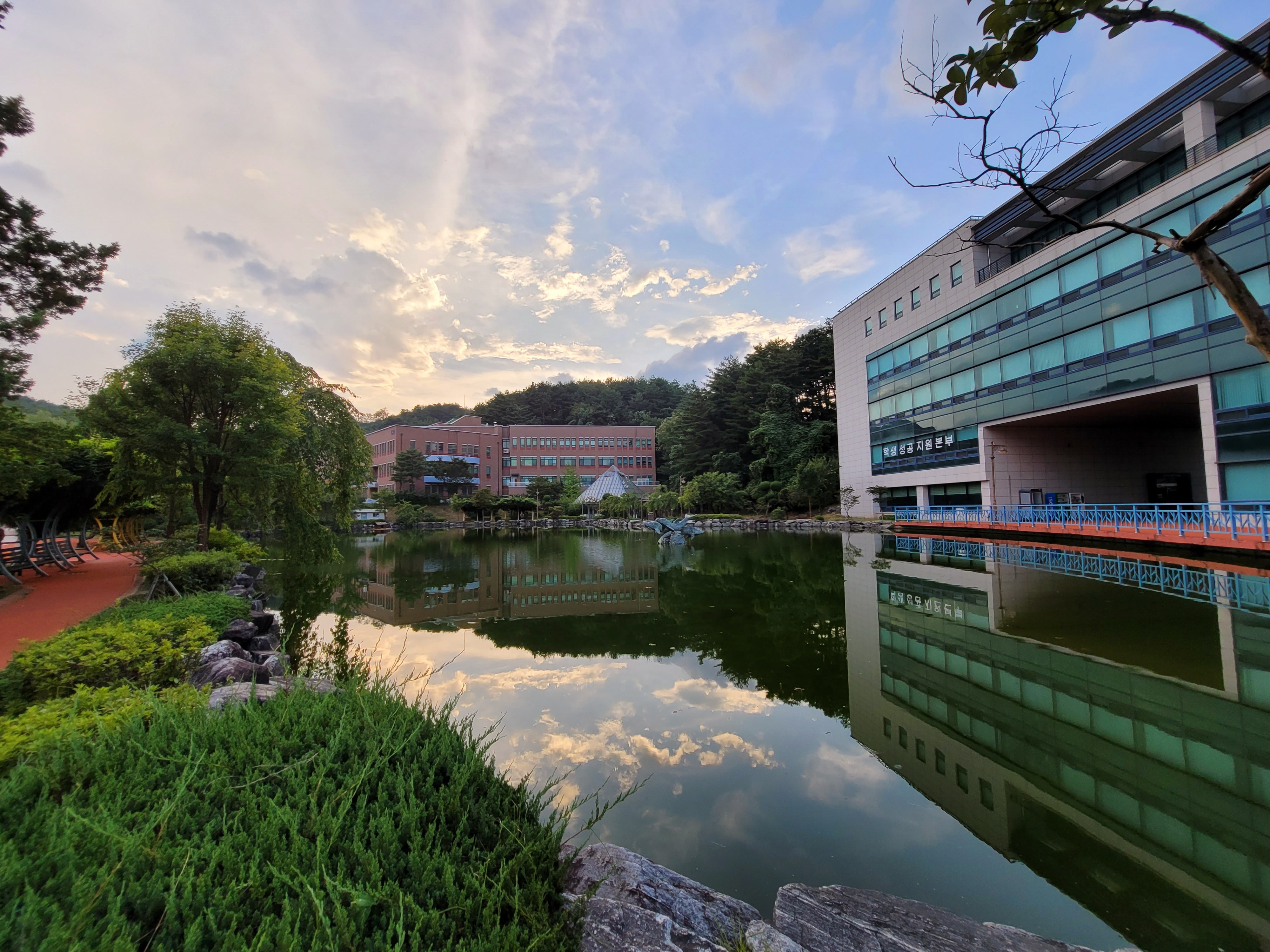
국립강릉원주대학교 해람지
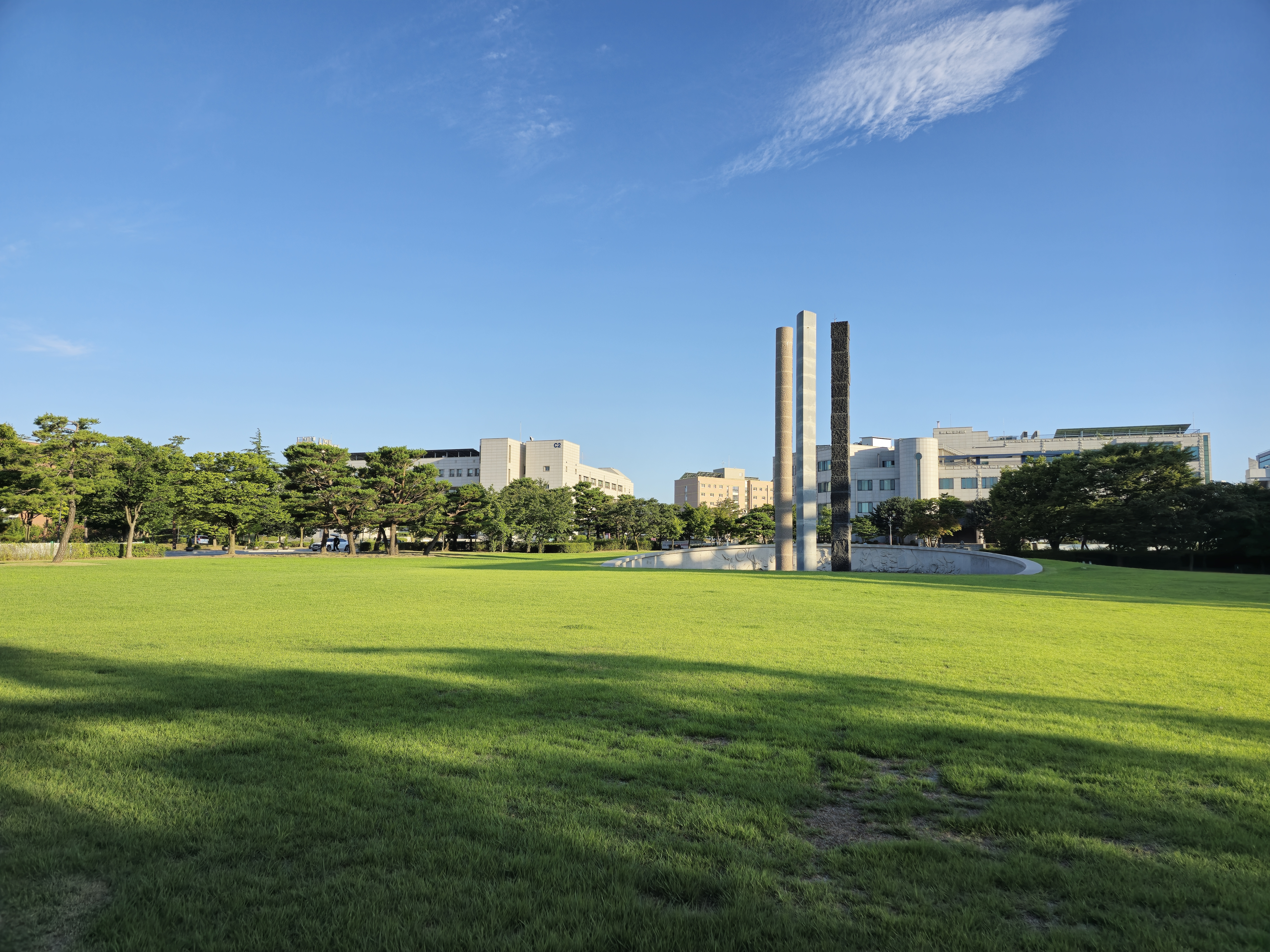
국립강릉원주대학교 해람인의 참뜰
국립강릉원주대학교 대운동장

국립강릉원주대학교는 강원특별자치도 소재 국립대학으로, 강릉시와 원주시에 각각 캠퍼스를 두고 있다. 강릉캠퍼스의 경우 시 중심가인 시청 근처 평탄한 지형에 자리잡아 해람지 등 호수와 조형물이 다수 설치되어있고, 원주캠퍼스는 상대적으로 고저차가 큰 지형에 자리잡고 있어 계단이나 언덕 등이 많은 편이다.

### 강릉캠퍼스
국립강릉원주대학교 강릉캠퍼스는 지변동과 유천동에 걸쳐 위치하며, 약 66만m2의 교지가 있다.  국립강릉원주대학교 출범 전, 1980년, 강릉대학교가 초당캠퍼스에서 지변캠퍼스로 이전한 부지가 현재까지 이어지고 있다. 대학본부 역할을 수행하는 캠퍼스인 만큼, 약 50여개동의 건축물이 위치해 있다.

#### 초당캠퍼스
강릉시 초당동 일대에 조성되었던 강릉대학교의 캠퍼스이다. 본래 대학본부와 체육관, 강의동 등 각종 건물이 있었고, 1980년, 강릉대학이 현재의 지변캠퍼스로 옮기기 전까지 사용되었다. 현재는 강릉사범학교의 병설고등학교였던 강릉고등학교가 자리하고 있으며, 학교가 부지만 제공하여 강원도교육연수원 본관이 설치되어 있다. 남은 부지를 활영하여, 이 일대에 2013년 3월에 국립강릉원주대학교 홍보관을 개관한 바 있다.

### 원주캠퍼스
국립강릉원주대학교 원주캠퍼스는 흥업리에 위치해있으며, 약 12만m2의 교지가 있다. 과거 원주대학이 원동캠퍼스에서 1983년에 이전한 흥업캠퍼스가 현재까지 사용되고 있는 것으로, 약 20여개의 건물이 위치한다. 통합행정지원부가 강릉캠퍼스 대학본부의 업무를 대행하고 있다.

#### 원동캠퍼스
원주시 원인동 일대에 조성되었던 원주대학의 캠퍼스이다. 1983년 원주대학이 흥업캠퍼스로 옮기기 전까지 사용되었다. 근처에 강원감영과 연세대학교 미래캠퍼스 원주세브란스기독병원 등이 위치한 번화가에 있었으나, 부지의 협소함 등을 이유로 원성군 흥업면(현 원주시 흥업면)으로 부지를 옮겼다. 현재 부지는 1999년경부터 원주문화원이 사용하고 있다.

#### 문막캠퍼스
국립강릉원주대학교는 강원특별자치도와 원주시에 재원을 받고, 한국산업단지공단에 부지를 제공 받는 등, 총 국비 330억원을 지원 받아 문막반계산업단지 내에 캠퍼스 설립을 추진한다. 2024학년도 신입생부터 모집할 예정이다.

### 대학병원 및 기타 대학 시설
국립강릉원주대학교는 「국립대학치과병원 설치법」에 의거하여 강릉캠퍼스에 국립강릉원주대학교치과병원을 1997년 설립하여 운영하고 있다. 대한민국의 대학 중 의과대학 혹은 대학병원 없이 설치된 최초의 치과대학병원이다. 대한민국의 12개 있는 장애인 구강진료 센터 중 강원권역 장애인 구강진료 센터를 개설하고 운영 중에 있다.
국립강릉원주대학교가 설립·소유·운영 등에 있는 시설에는 캠퍼스 외부에 위치한 시설도 있다. 강릉시 초당동에 위치한 홍보관과, 사천면에 위치한 해양생물연구교육센터와 농수산인교육원 등이 대표적이다. 한편 원주시 지정면 원주기업도시 일대에 국립강릉원주대학교가 부속기관으로 두고 있는 강원ICT융합연구원의 분원이 위치하고 있다.

## 같이 보기
- 원주대학
- 강릉캠퍼스
- 원주캠퍼스

## 주해
1. ↑   국립강릉원주대학교는 인문, 자연과학, 순수예술 등 순수 학문부터, 사회과학, 생명과학, 공학, 응용 예체능, 교육학, 의학(치의학) 등 거의 모든 계열의 전공 과정이 편제되고, 학문별 연구가 이루어지고 있다.[4]
2. ↑  당시 언론에서는 이런 명칭을 사용했었다.[18]
3. ↑  강원도는 치악산이나 오대산 등 험준한 산지가 많고, 특히 태백산맥이 위치하여 내륙지역과는 기상현상이 다르게 발생하는 경우가 많다.[44]
4. ↑  그에 대하여는 강릉원주대학교 제32대 총학생회 청춘인 학생회비 차익 횡령 사건 문서를 참조.
5. ↑  보통의 거점국립대학이 해당 지역에서 가지는 대표성 뿐만 아니라, 광역자치단체 명칭을 포함하기 때문이다. 강원권에서, 강원대학교와 삼척대학교가 통합 시, 거점국립대학이자 광역자치단체 명칭을 가진 강원대학교의 교명을 단독으로 유지한 바 있다.
6. ↑  이와 관련하여 불거진 논란은 공주대학교 교명 변경 논란 문서를 참고.
7. ↑  그에 대하서는 2007년 3월 21일의 국회의원 이계진의 서면 질의에 대한 교육인적자원부장관의 답변서를 참고.[76]
8. ↑  캠퍼스 북부가 지변동에, 남부가 유천동에 위치한다.